# Андрей Башев
 Тази статия е за българския политик.  За българския лекар и негов племенник вижте Андрей Башев (лекар).  
Андрей (Андрея) Григоров Башев е български политик, деец на Народнолибералната, Демократическата партия и Върховния македоно-одрински комитет.

## Биография
Башев е роден на 16 ноември 1858 година в град Ресен, Османската империя. Брат е на Наум Башев. Получава начално образование в Ресен. Митрополит Натанаил Охридски, който го изпраща заедно с Трайко Китанчев да учи в Цариградското българско училище във Фенер, а по-късно в Киевската духовна семинария в Русия.
След завръщането си в Османската империя е български учител в Ресен, а по-късно в Крушево.
Семейството му се установява в свободна България, където Башев става учител в Самоковското духовно училище. По-късно до 1 август 1884 година е секретар на Ловчанската митрополия. До 4 март 1886 година е помощник-прокурор в Ловчанския окръжен съд, до 9 януари 1887 година е прокурор в Старозагорския окръжен съд, в 1887 - 1889 година е прокурор в Ловеч, а по-късно в Плевен. В 1887 - 1889 година е редактор на ловешкия вестник „Правдолюб“.
Става член на Народнолибералната партия (стамболовистите). Народен представител е в VI обикновено народно събрание (1890 - 1893) от Ловешката околия и в VII обикновено народно събрание (1893 - 1894) от Тетевенската околия. Известен е с кръстената на него Башева добавка към Закона за печата, направена през декември 1893 година, според която никой не може да се заминава с печатна дейност, докато се намира в затвора или ако срещу него се води предварително следствие. Това ограничава силно свободата на печата, защото ако властта заведе дело срещу редактор, той няма право да публикува, дори и вината му да не бъде доказана. Освен това поправката въвежда наказателна отговорност за всеки, който публикува материали по наказателни процеси, преди те да са били прочетени в съдебно заседание.
В 1891 - 1894 година е секретар на Окръжния съвет в Ловеч. През декември 1895 година заедно с Тома Давидов е делегат от Ловешкото македонско дружество на Втория конгрес на Македонската организация.
През май 1899 година Башев напуска Народнолибералната партия, тъй като не одобрява политиката на стамболовистко-радослависткото правителство на Димитър Греков. По-късно влиза в Демократическата партия и като демократ в 1908 година е избран в XIV ОНС (1908 - 1911) от Плевенската околия. По негово предложение в 1910 година е променен член 431 от Закона за народното просвещение, който обявява „книгите и покъщнината на библиотеки и читалища за неотчуждаема“.
След Деветоюнския преврат подкрепя лидера на партията Александър Малинов в отстояването на независимостта ѝ. Избран е за председател на Околийския партиен съвет на Демократическата партия и за общински съветник.
Умира на 26 октомври 1927 година на гара Левски, на път за Русе за защита по гражданско дело пред Русенския апелативен съд.